# 扬·范霍延
扬·约瑟夫松·范霍延（荷蘭語：Jan Josephszoon van Goyen，發音：[ˈjɑɱ vɑŋ ˈɣoːjə(n)]；1596年1月13日—1656年4月27日）是一位荷蘭風景畫家，他的風景題材範圍甚廣，包括森林、海洋、河流、海灘、冬景、城市、建築和農村，受其影響的畫家眾多。他是一位極其多產的藝術家，留下了大約1200幅畫作和1000多幅素描。

## 傳記
扬·范霍延是鞋匠之子，最初在出生地萊頓當學徒。如同許多同時代的荷蘭畫家，他在哈勒姆跟随埃萨亚斯·范德费尔德（Esaias van de Velde）學習藝術。他35歲時在海牙建立了永久畫室。藝術史學者保羅·克倫肖（Paul Crenshaw）指出，范霍延的風景畫很少能拍賣出高價，但他透過提升產量、以顏色有限的廉價顏料稀薄而迅速地作畫，彌補了單幅作品的價值不足。儘管他進行了市場創新，但他始終追求更多收入，不僅從事藝術品經銷商和拍賣師的相關工作，還透過鬱金香和房地產投機。雖然後者通常是一種安全的投資途徑，但范霍延卻因此欠下巨額債務。保盧斯·波特曾租下他的一棟房子。儘管他似乎開了一間畫坊，但只有尼古拉斯·贝尔赫姆（Nicolaes van Berchem）、扬·斯滕和阿德里安·范德卡貝爾（Adriaen van der Kabel）註冊成為他的學生。受其影響的畫家則要多得多。
在1652年和1654年，他被迫出售自己收藏的繪畫和平面藝術作品，隨後搬到了一座較小間的房子。1656年在海牙去世，令人難以置信的是仍留下了18000荷蘭盾的債務，迫使他的遺孀變賣剩餘的家具和畫作。范霍延的麻煩也可能影響了他的學生兼女婿揚·斯特恩的早期商業前景，揚·斯特恩於1654年離開海牙。

## 荷蘭繪畫

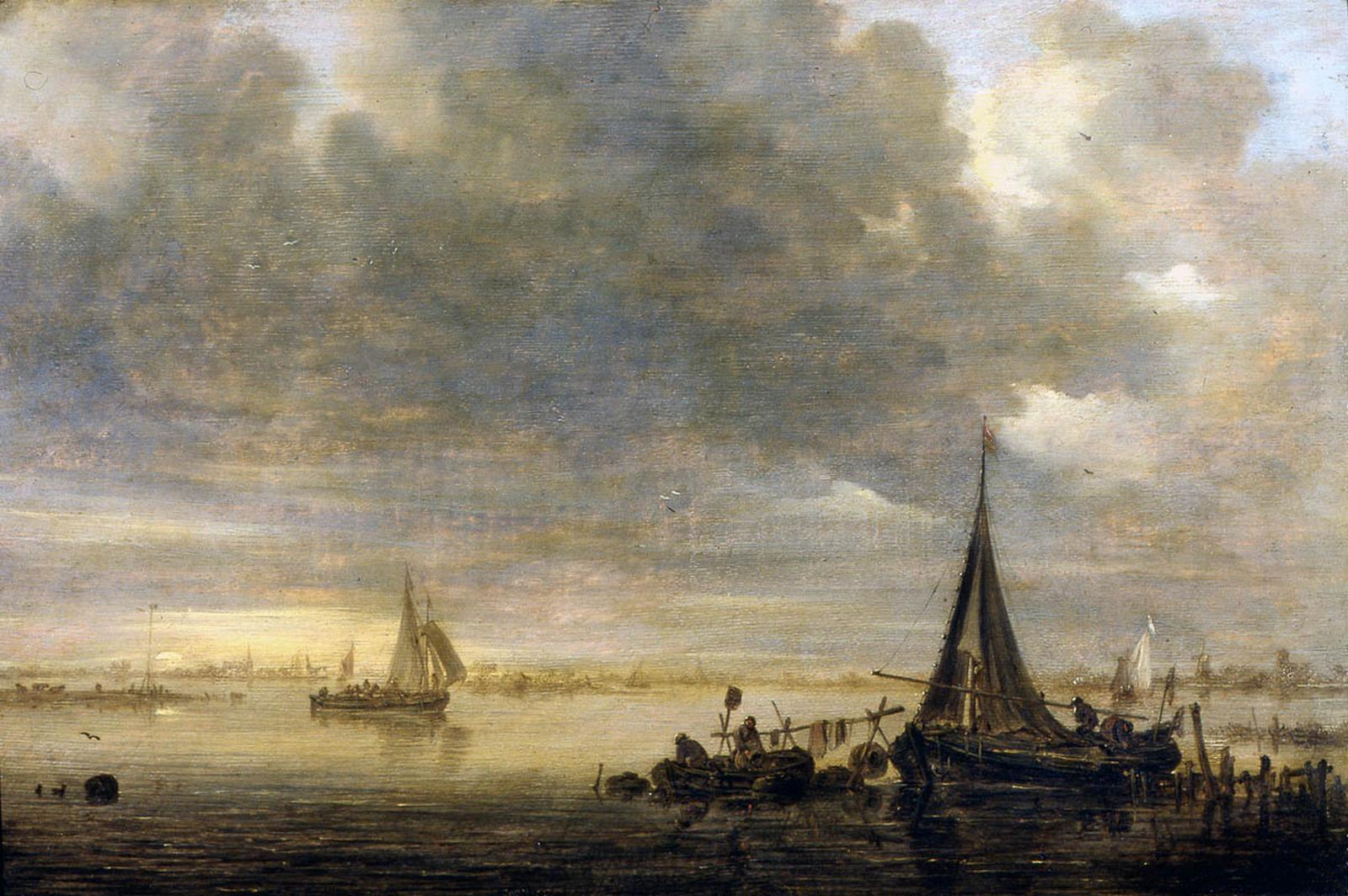
《傍晚的河景與渡船》（An Evening River Landscape with a Ferry.）（1643年）

17世紀的荷蘭畫家通常分成四類：肖像畫家、風景畫家、靜物畫家或風俗畫家。荷蘭繪畫是高度專業化的，一位藝術家幾乎不可能有希望在繪畫生涯中同時在多個領域取得偉大成就。扬·范霍延主要被歸類為關注日常生活題材的風景畫家。他畫了海牙及其周邊地區的許多運河以及台夫特、鹿特丹、萊頓和豪達周圍的鄉下地方。其他十六世紀和十七世紀流行的荷蘭風景畫家還包括雅各布·伊萨克松·范勒伊斯达尔、阿尔伯特·克伊普、亨德里克·亞維肯、卢多尔夫·巴克赫伊森（Ludolf Backhuysen ）、迈因德特·霍贝玛（Meindert Hobbema ）、阿尔特·范德内尔（Aert van der Neer）。

## 范霍延的技法

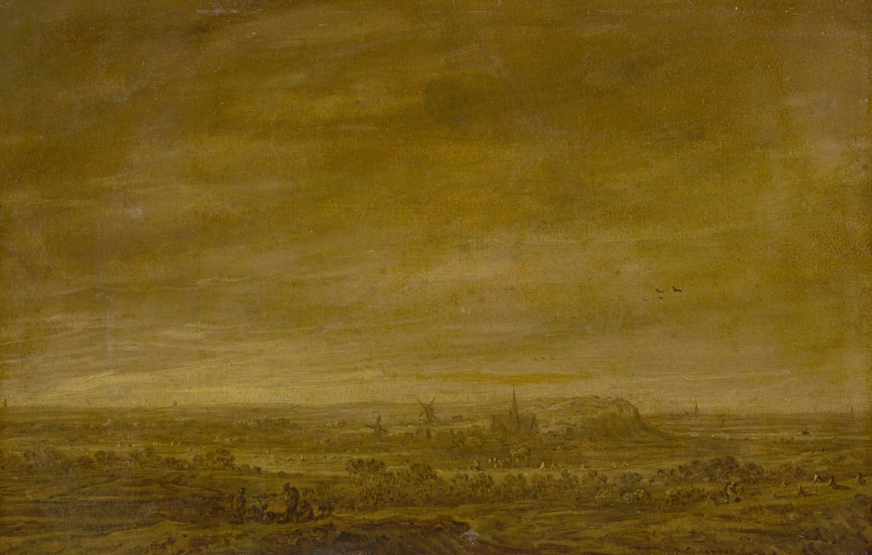
《瓦赫寧恩》（1650），紙上油畫，24.6 x 39.9公分，萊比錫造型美術館（Museum der bildenden Künste）

扬·范霍延開始作畫時，主要使用薄橡木作為基底材。他會先在在畫板擦上幾層少量的動物皮膠（hide glue ），然後用刀片在整面畫板刮擦一層薄薄的有色白鉛，作為底層塗料並填補木板的不平處。底色被染成淺棕色，有時呈淡紅色或赭石色。
接下來，范霍延會用筆墨快速而不精確地勾勒出要繪製的場景，不會深入研究主題的小細節。 這種以核桃墨繪製的素描在他作品中一些輕微塗抹的區域清晰可見。接著他會以此作為指引進行詳細繪製。場景取自戶外生活，然後作為參考資料保存在畫室中。當時的藝術家的素描很少如今日一般被視為藝術作品。
他會調色板上研磨出一系列中性灰、藍綠色、赭色和土綠色，看起來就像是從他畫的土壤中提取出來的。繪畫材料學家雅克·马罗热（Jacques Maroger）認為他以亮光漆油畫媒劑（varnish oil medium）作載體將顏料粉磨成顏料，這有助於他塗上可輕易調和的薄層顏料。
透過大量的油畫媒劑，畫作的深色區域保持非常稀薄且透明。光線照射到這些部分後，會丟失並被吸收進繪畫底色中。畫中明亮區域的顏料中混合了大量的白鉛，被處理得更厚重且不透明。當光線落在畫上明亮部分，會被反射回觀看者，深具真實感和立體感。一幅完成的畫作的表面被巧妙地以畫筆揮動和塑造，就像流動、柔軟的幕斯。
據藝術史學家H. U. Beck 評價道：「在他於1650年代自由構圖的海景中，他達到了創作巔峰，創作出了驚人的完美畫作。」
范霍延的一些作品可以在馬德里提森-博內米薩博物館看到，其中一件來自公共收藏的作品為1643年的《冰上人物的冬天景致》，還展出了其他來自卡門·蒂森（Carmen Thyssen）的收藏（《帶有渡船和小屋的河流風景》，1634 年）

## 傳承
扬·范霍延備受關注，對他那個世紀的風景畫家深具影響力。他的色調是許多人模仿的特點。據荷蘭藝術史學院稱，他影響了科內利斯·德比（Cornelis de Bie）、扬·库伦比尔（Jan Coelenbier） 、科內利斯·范諾德（Cornelis van Noorde）、 亚伯拉罕·叙瑟尼尔（Abraham Susenier）、赫尔曼·萨夫特莱芬（Herman Saftleven） 、彼得·揚松·范阿斯（Pieter Jansz van Asch）和亞伯拉罕·范貝耶倫（Abraham van Beijeren）。
文森·梵谷寫給精神病院的第二封信中提到了范霍延：「透過裝設鐵窗的窗戶，我可以辨認出圍牆裡有一塊小麥地，這是一種具范霍延風格的視角，從上面我看到早晨太陽在光輝中升起。」

## 圖庫

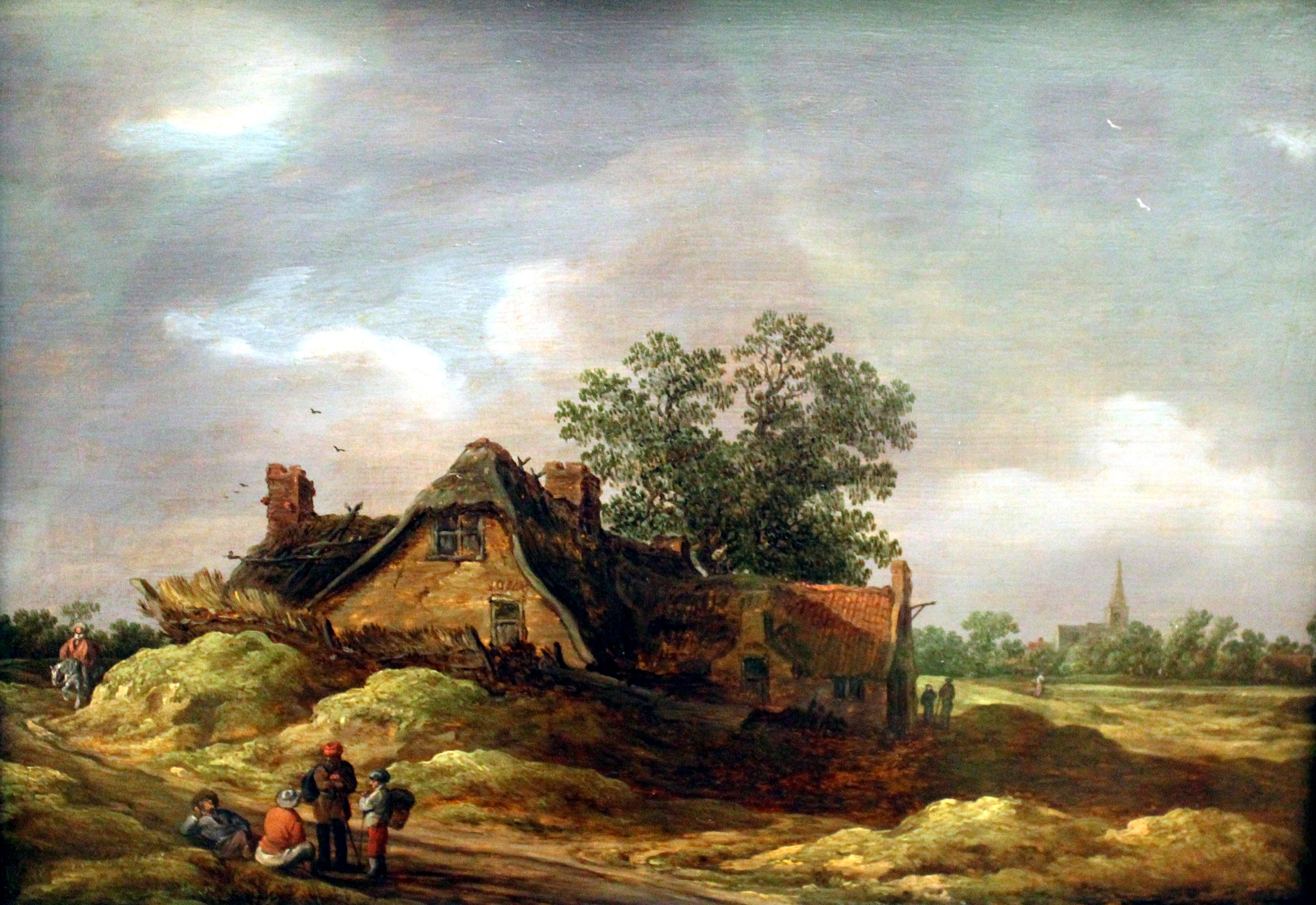
《農舍》 (1628)，面板油畫，27.5 x 37.5 公分，萊比錫造型美術館
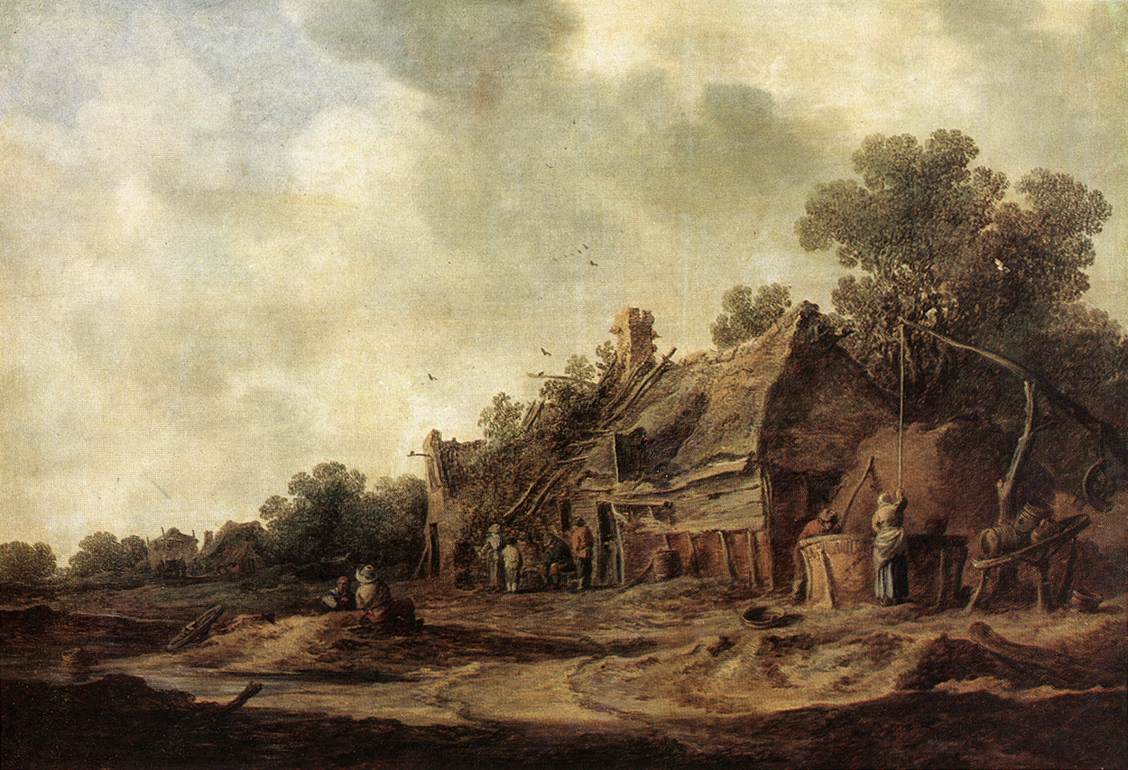
《帶桔槔井的農民小屋》（Peasant Huts with a Sweep Well）（1633），面板油畫，55 x 80公分。 歷代大師畫廊
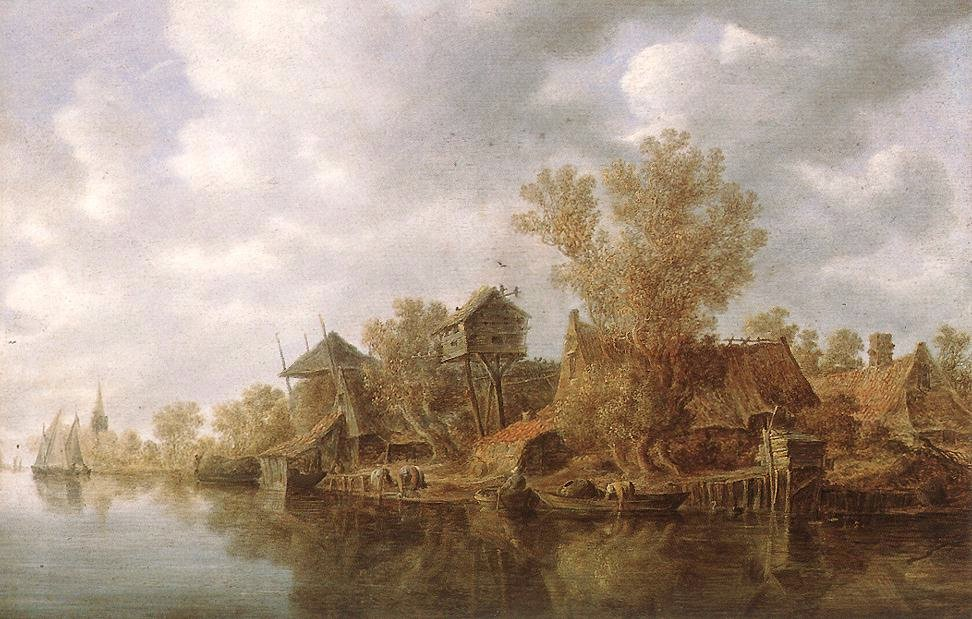
《河邊的村莊》（1636），面板油畫，39.5 x 60公分。 老繪畫陳列館
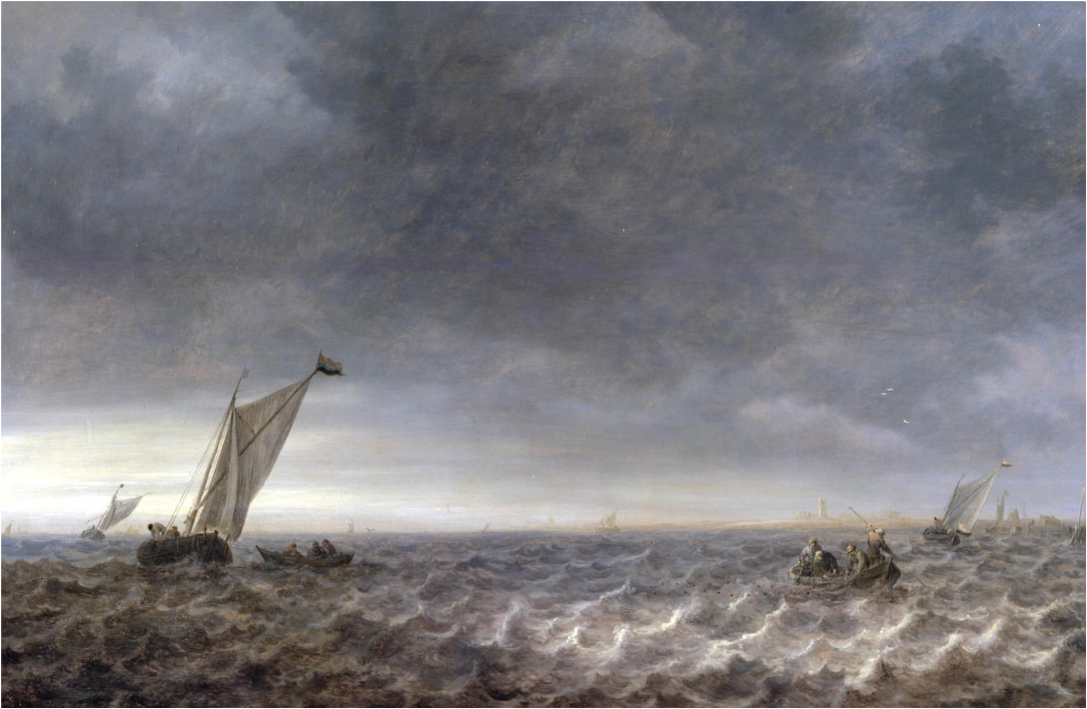
《河口中的帆船與泛舟》（1640），面板油畫，77 x 116公分。萊頓布料廳市立博物館
《彩虹風景》（無日期），畫布油畫，124.5 x 154.5公分，哈爾維博物館
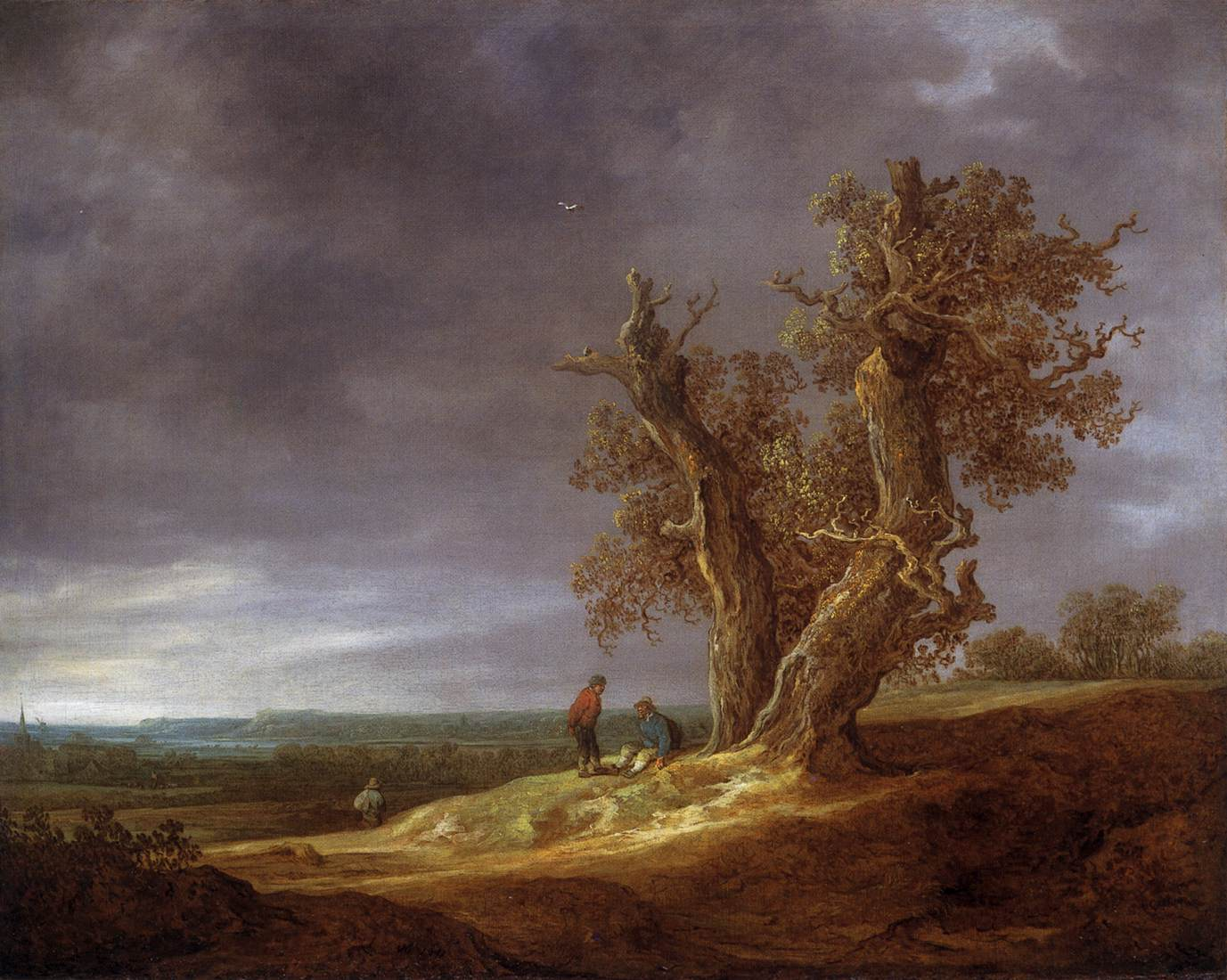
《雙橡木風景》（1641），畫布油畫，88.5 x 110.5公分，阿姆斯特丹國家博物館
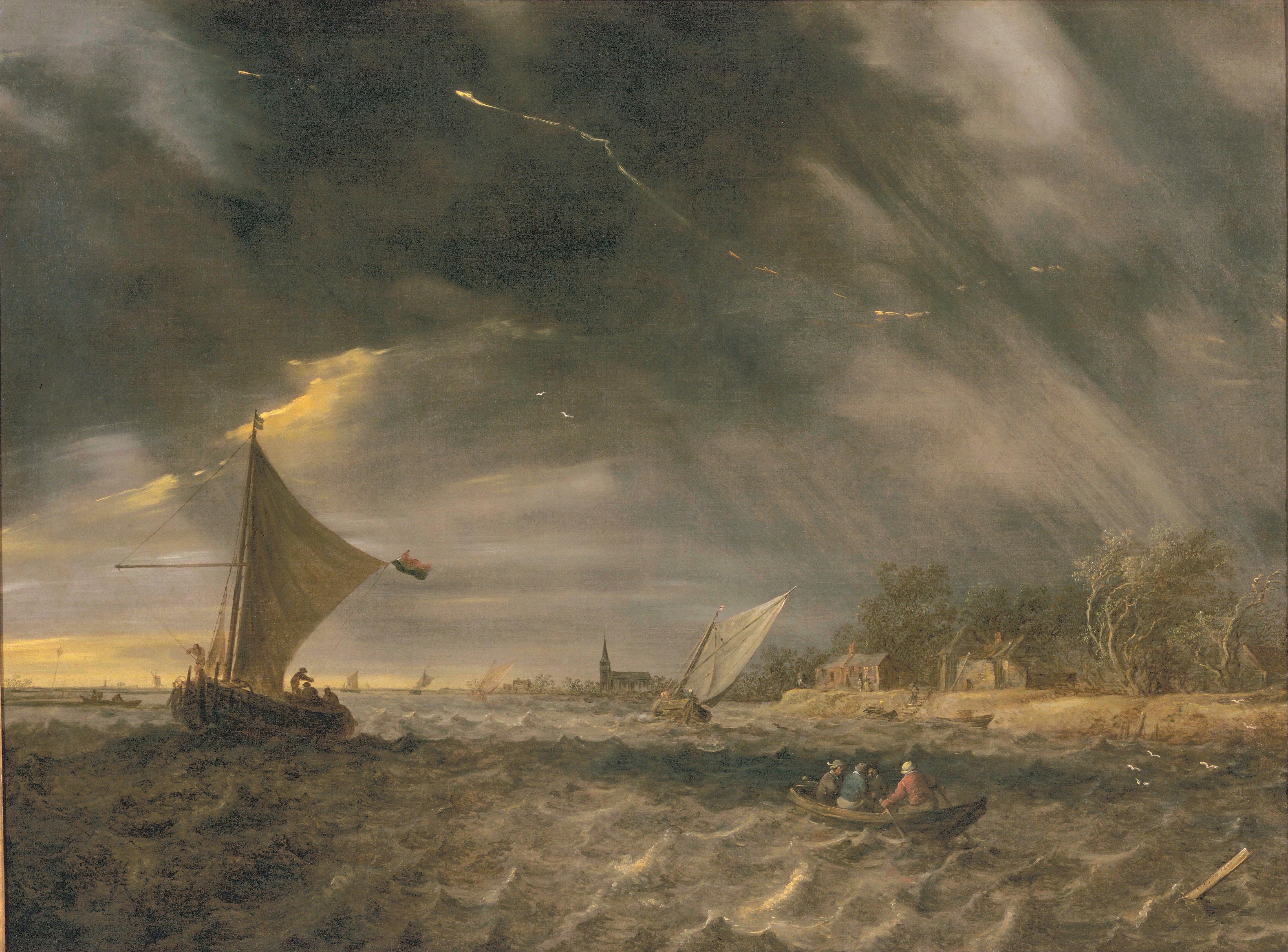
《雷雨》（1641），畫布油畫，137.8 x 183.2公分，舊金山藝術博物館
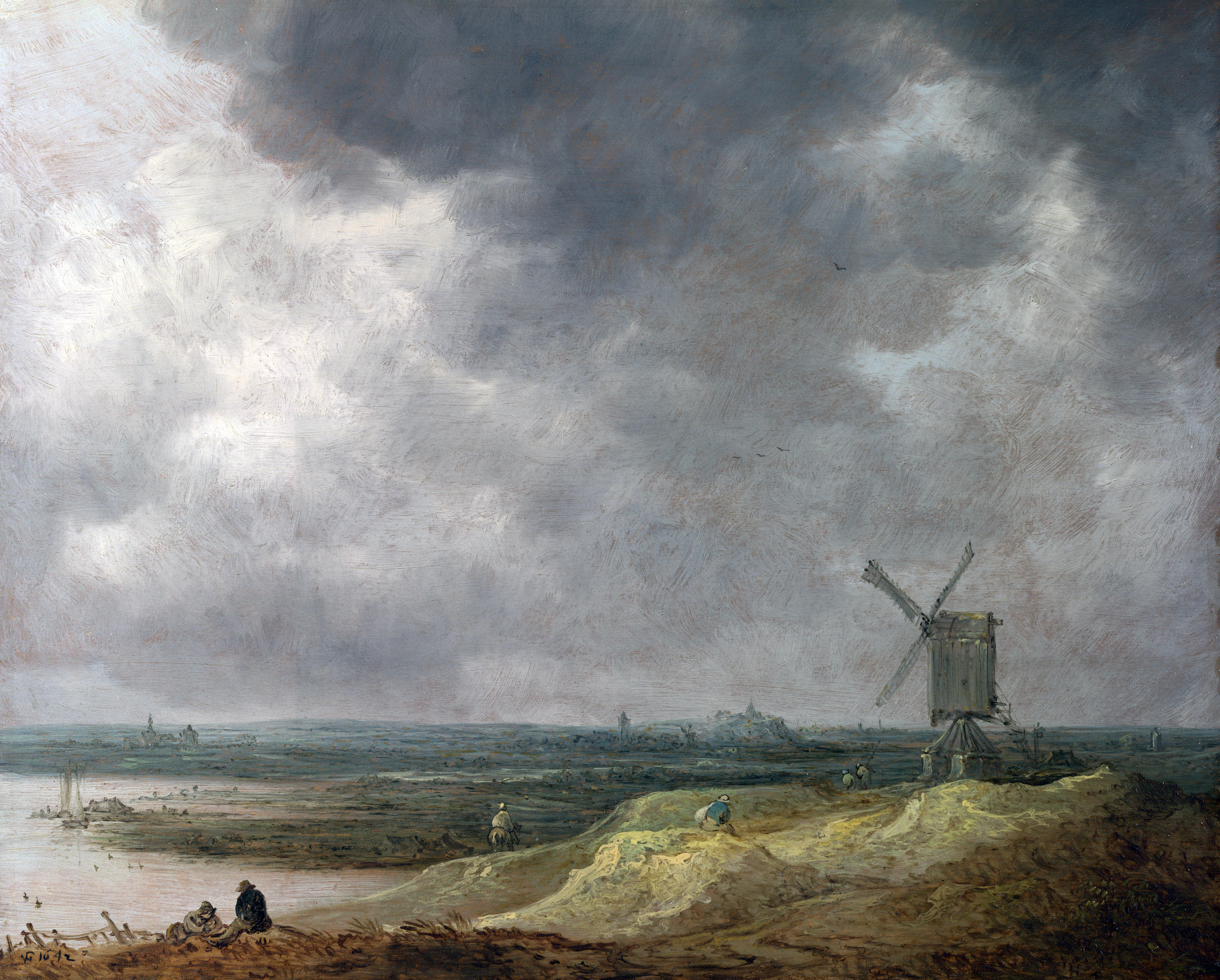
《河邊的風車》（1642），面板油畫，29,4 x 36,3公分，倫敦國家藝廊
《雷南的風景畫》（1646），畫布油畫，101.6 x 135.9公分，華盛頓國家藝廊
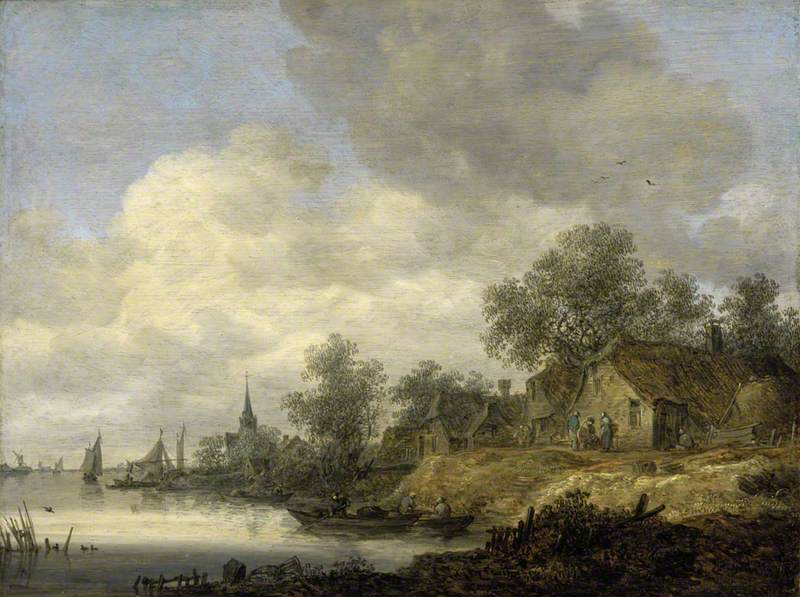
《河景》（1646年），面板油畫，42.6 x 56.5公分，蘇格蘭國立美術館
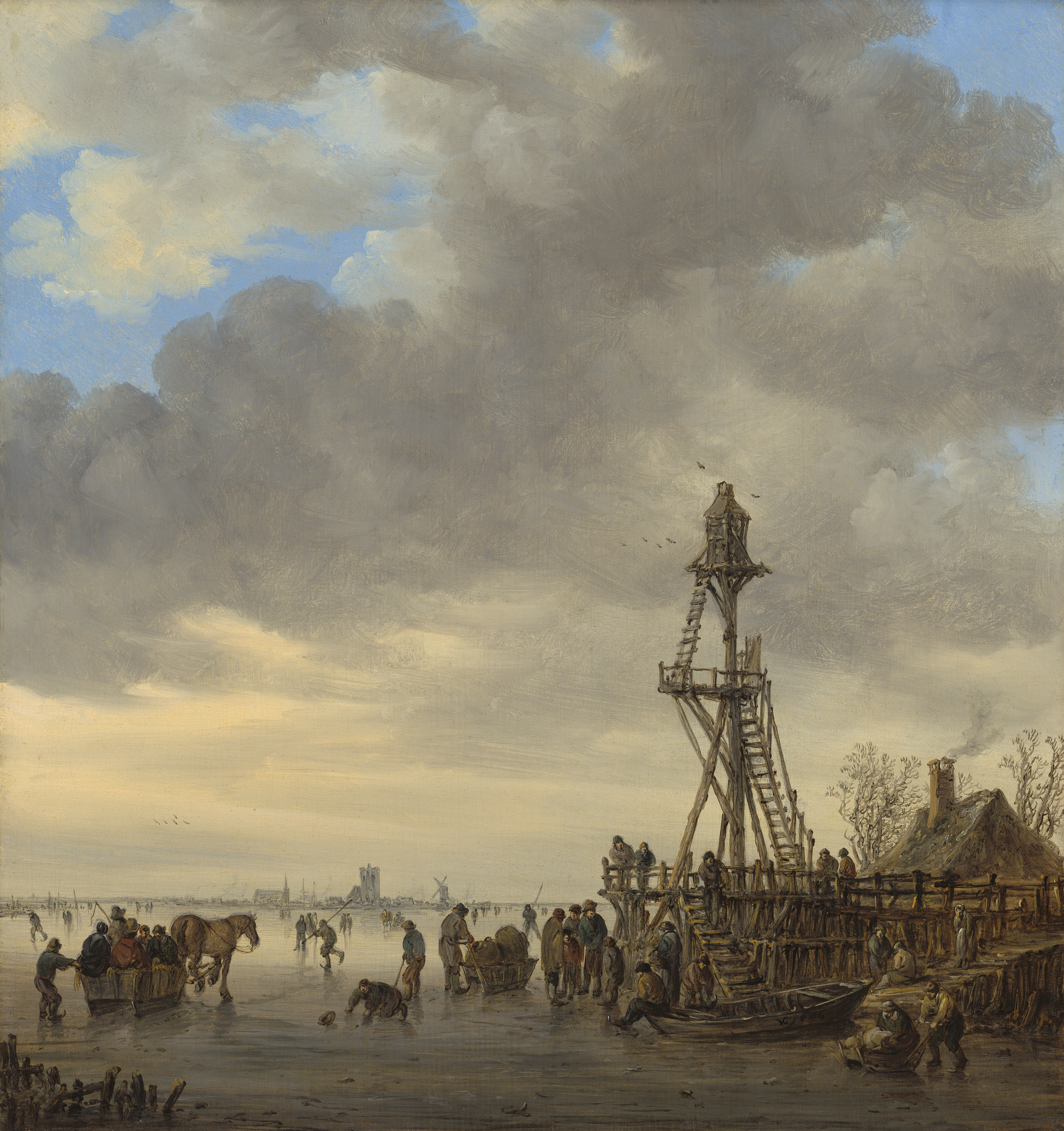
《木製觀察塔附近的冰景》（1646年），面板油畫，36.5 × 34.3公分，華盛頓國家藝廊
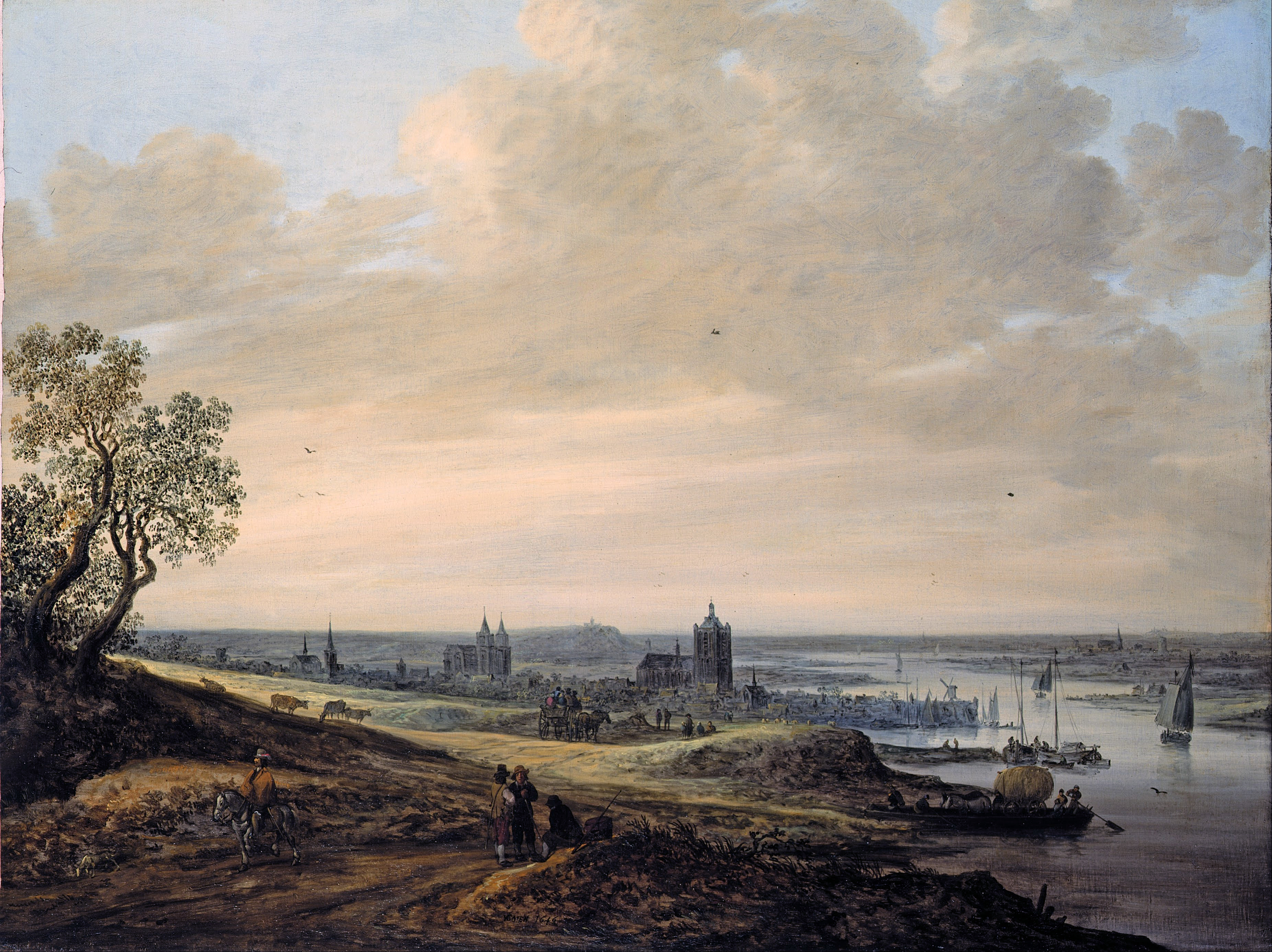
《阿納姆全景》（1646），布面油畫，98.5 x 135公分， 藝術宮博物館
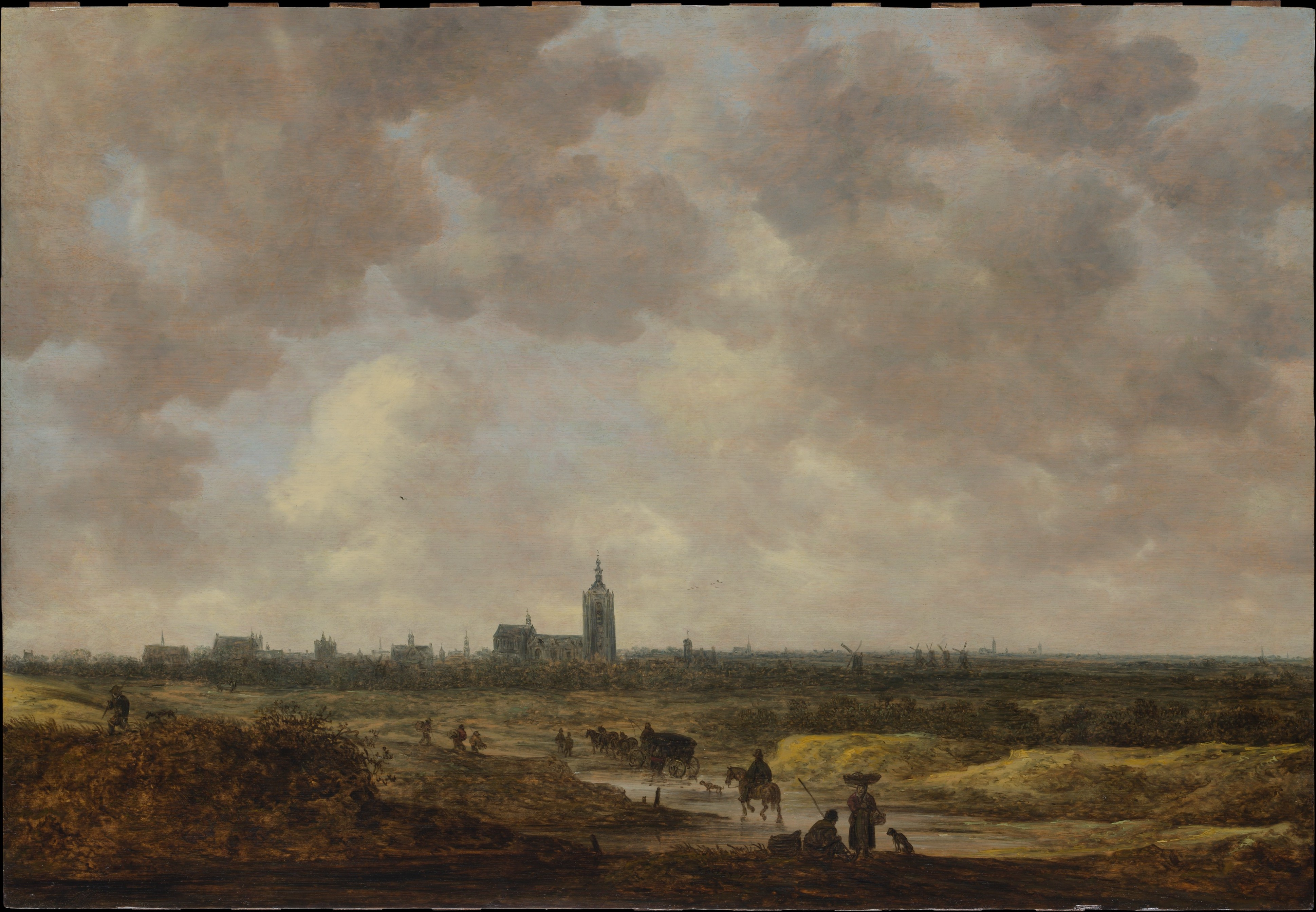
《從西北方向看海牙》（1647年），面板油畫，66x96.2公分，大都會藝術博物館
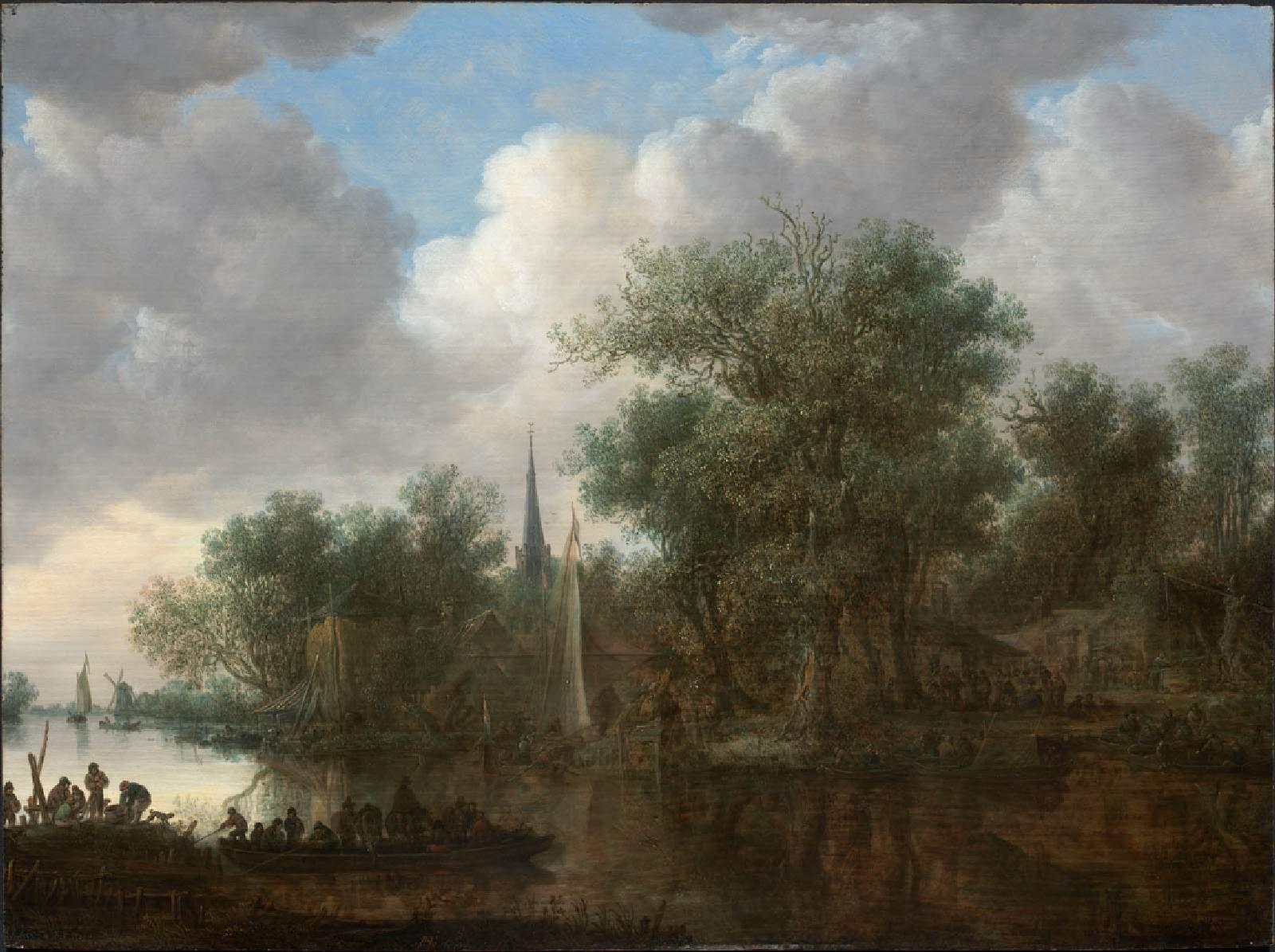
《河岸上有船和小屋的河流景觀》（1648），面板油畫，54 x 73.7公分，波士頓美術館
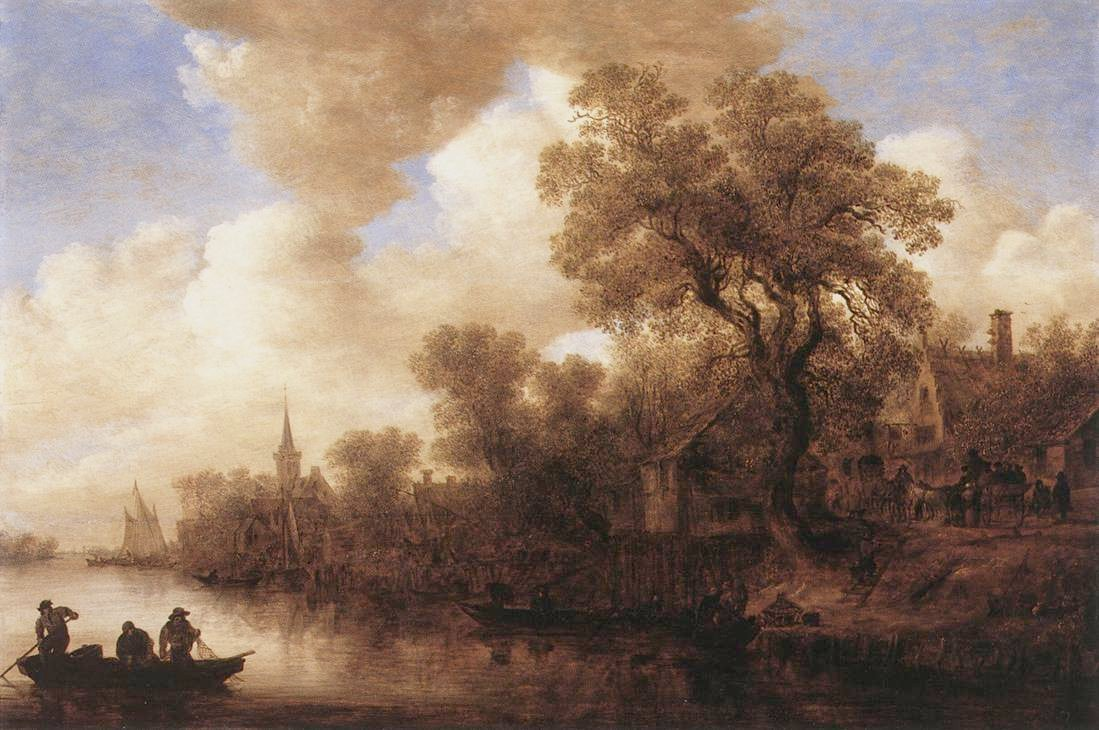
《河流景觀》（1652），面板油畫，66.7 x 98公分， 瓦爾拉夫-里夏茨博物館
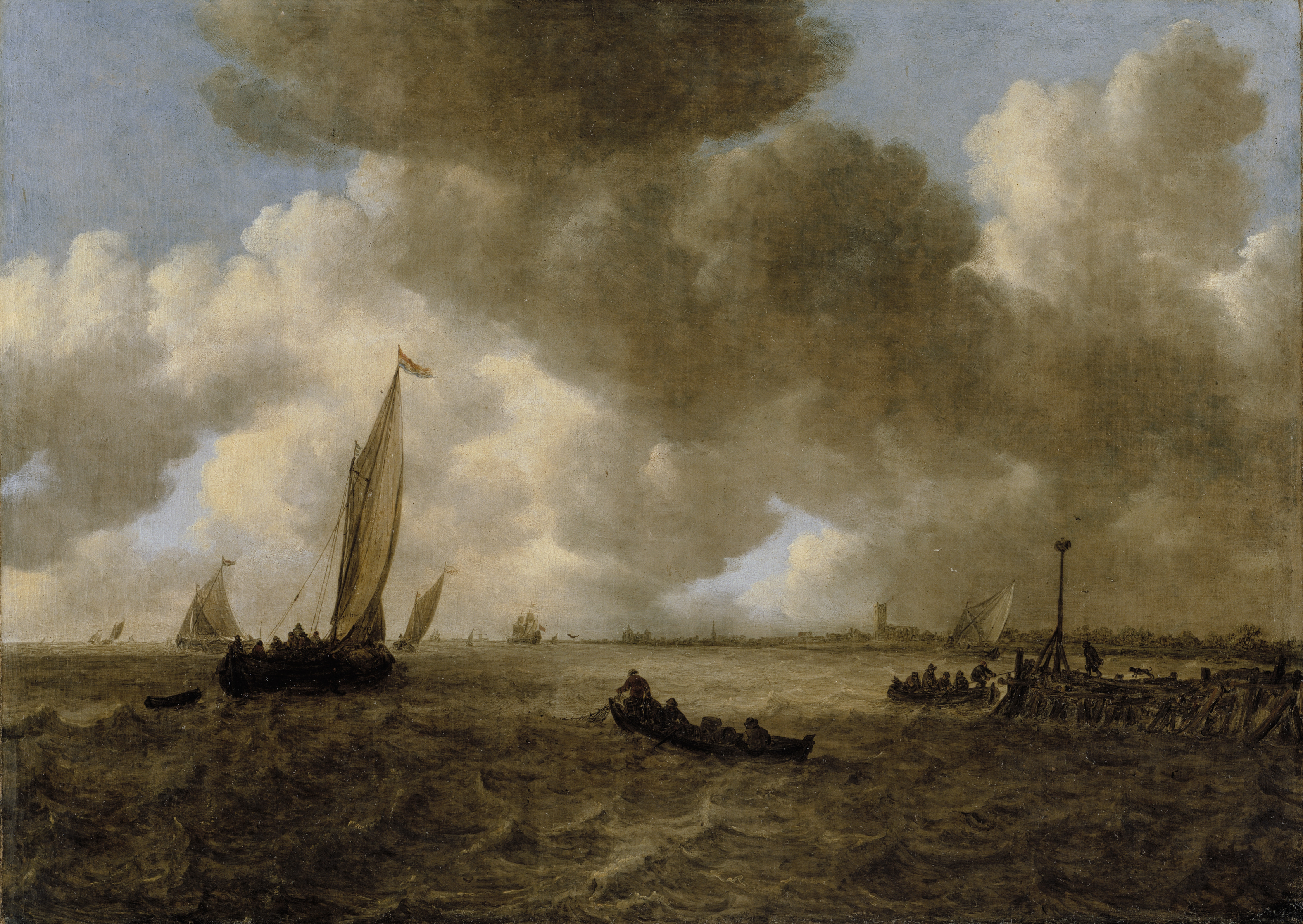
《暴風雨的海景》（1655），畫布油畫，110×159公分， 西内布吕科夫艺术博物馆
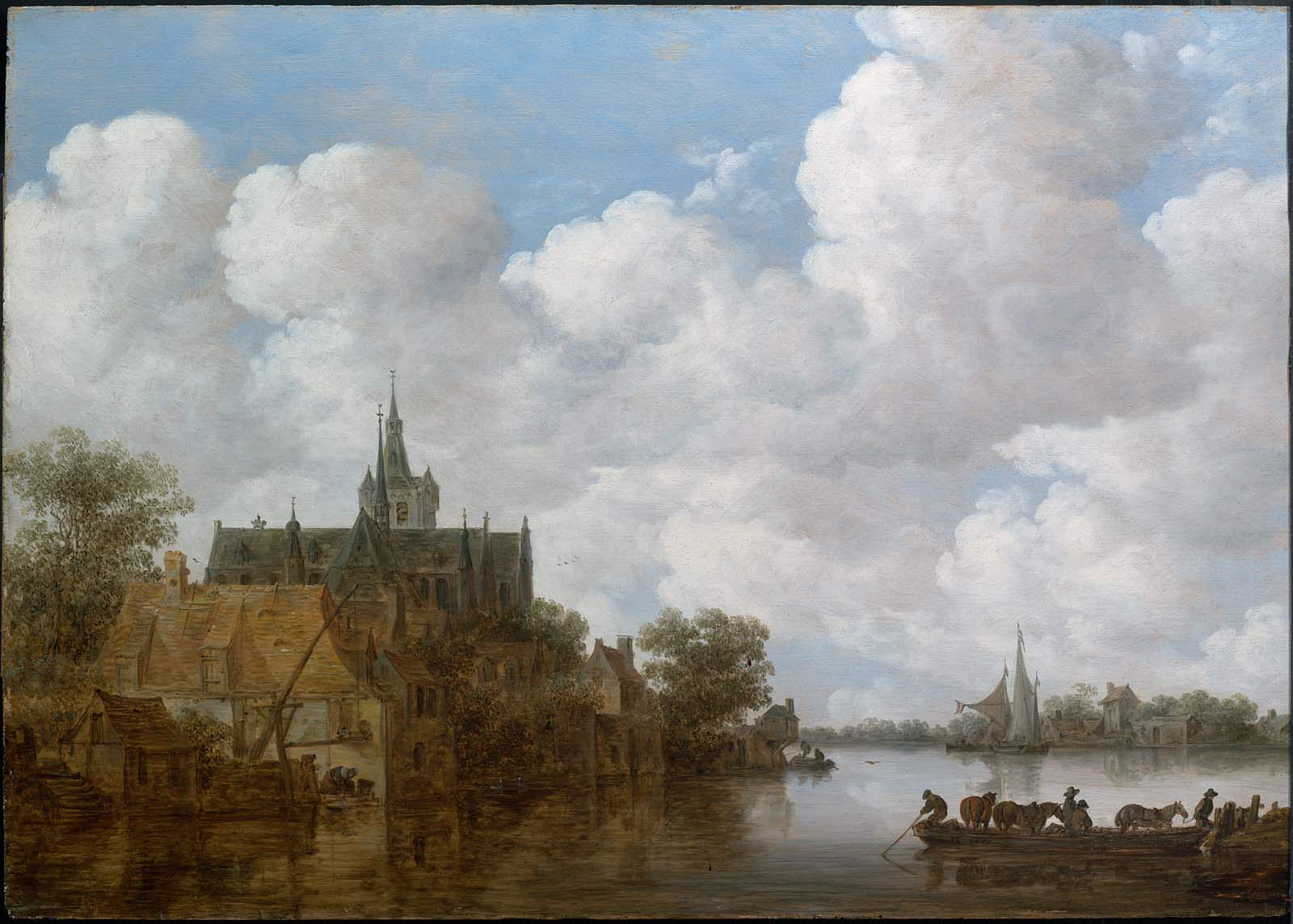
《帶渡船和教堂的河流景觀》（約1656年），面板油畫，47.3 x 66.7公分，波士頓美術館

## 資料來源
1. 1 2  Jan van Goyen （页面存档备份，存于） at the Netherlands Institute for Art History
2. ↑  Crenshaw, P. (2006) Rembrandt's Bankruptcy. The artist, his patrons and the art market in seventeenth-century Netherlands, p. 23
3. ↑  H. U. Beck. "Goyen, Jan van." Grove Art Online. Oxford Art Online. Oxford University Press. Retrieved 22 August 2014.
4. ↑  . Museo Nacional Thyssen-Bornemisza.   [8 November 2019]. （原始内容存档于2023-07-01）.
5. ↑  Jan van Goyen entry （页面存档备份，存于） in the Netherlands Institute for Art History
6. ↑  . vangoghletters.org.   [10 November 2022]. （原始内容存档于2023-06-21）.

## 外部連結
- View of Dordrecht 1644
- Vermeer and The Delft School （页面存档备份，存于）, an exhibition catalog from The Metropolitan Museum of Art (fully available online as PDF), which has material on Jan van Goyen
- Five artworks by Jan van Goyen, at the online collection of Museum Boijmans Van Beuningen.
- Dutch and Flemish paintings from the Hermitage （页面存档备份，存于）, an exhibition catalog from The Metropolitan Museum of Art (fully available online as PDF), which contains material on Jan van Goyen (cat. no. 10)